# Villa Marzolla
Villa Marzolla è una villa veneta situata a Crespino.
Il complesso è costituito dalla casa padronale, della fine del XVIII secolo, dalle scuderie, del secolo successivo, e dell'annesso giardino.